# Цорейлам
Цорейлам (ингуш. Цхьорой-Лоам) — горная вершина в Джейрахском районе Ингушетии, на границе с Чеченской Республикой.
Высота над уровнем моря составляет 3000 метра. На северных склонах Цорейлам в местечке Хай берет начало речка Гозана-хи. На отроге хребта расположено башенное поселение Пялинг. На хребте Цорейлам планируется построить курортный комплекс Цори.